# چمن بید (ترکمنستان)
چمن بید (به لاتین: Çemenebit) یک منطقهٔ مسکونی در ترکمنستان است که در ولایت مرو واقع شده‌است. چمن بید ۵۴۹ متر بالاتر از سطح دریا واقع شده‌است.